# Шенандоа Ритритс (Вирџинија)
Шенандоа Ритритс (енгл. Shenandoah Retreat) насељено је место без административног статуса у америчкој савезној држави Вирџинија.

## Демографија
По попису из 2010. године број становника је 518.
| Група             | 2000.    | 2010.       |
| Белци             | 0 (0,0%) | 488 (94,2%) |
| Афроамериканци    | 0 (0,0%) | 6 (1,2%)    |
| Азијати           | 0 (0,0%) | 4 (0,8%)    |
| Хиспаноамериканци | 0 (0,0%) | 10 (1,9%)   |
| Укупно            | 0        | 518         |